# Sorare
A Sorare egy kriptovaluta alapú videojáték fantáziasport. 2018-ban fejlesztette ki Nicolas Julia és Adrien Montfort. A Sorare-ban 3 sportág van: futball, kosárlabda és baseball. Elérhető Android, iOS készülékeken, valamint a webböngészőkben.

## Koncepció
A játékosok labdarúgás esetén öt játékosból álló virtuális csapatokat állítanak össze és menedzselik a digitális játékoskártyáikat, amelyek az "Ethereum" kriptovalután alapulnak.
A kártyák egy része digitálisan gyűjthető (limitált, ritka, rendkívül ritka és egyedi kártyák esetén). Ezek a kártyák nem helyettesíthető tokenek (angolul non-fungible token, avagy NFT), így nem másolhatók.
A csapatok rangsorolása játékosaik valós teljesítménye alapján történik, ahogy az a hagyományos fantasy sportokban megszokott. Ezeket a pontokat egy pontozási mátrix segítségével számítják ki, amely harmadik féltől származó adatokat jelent Opta cégtől. Minden játékos maximum 100 pontot szerezhet teljesítményétől függően. Ez is nagyon hasonlít más fantasy futballbajnokságokhoz, ahol a felhasználók minden szezonban ugyanazokat a játékosokat tartják a csapatukban, kivéve, ha úgy döntenek, hogy cserélik, eldobják vagy újakat szerződtetnek.

## Fejlesztés
A Sorare az Ethereum blokklánc hálózatán működik, és minden játékoskártya nem helyettesíthető token (NFT) formában funkcionál. A Sorare licencszerződéseket írt alá olyan ligákkal, mint a dél-koreai K League, valamint olyan klubokkal, mint a Real Madrid, hogy a kártyákon hivatalos márkajelzést kaphassanak, és használhassák a játékosok fotóit és neveit.

## Története
2019 májusában a vállalat 550 000 eurós pre-seed finanszírozási kört jelentett be, amelyben részt vett Xavier Niel technológiai vállalkozó is.
2020 júliusában a cég 4 millió dollárt gyűjtött össze többek között a német labdarúgó- világbajnokság bajnokával, André Schürrlével.
2020 decemberében a cég további 3,5 millió eurót gyűjtött össze többek között a világbajnok Gerard Piqué-vel.
2021 szeptemberében a vállalat 680 millió dollárt gyűjtött be egy B sorozatú finanszírozási körön keresztül, amivel a cég értéke elérte a 4,3 milliárd dollárt. Szeptemberben a Sorare hivatalos licencmegállapodást kötött a spanyol labdarúgó-bajnoksággal egy többéves együttműködés keretében. A megállapodás a La Ligában és a Ligában játszó játékosok virtuális kártyáinak kiadására vonatkozik.
2022. május 12-én a Sorare együttműködési szerződést írt alá a Major League Baseball-lal, hogy fejleszthesse a sportágat a platformján. A baseballon és MLB-n alapuló játék indítása 2022. július 19-én történt.
2022 szeptemberében a Sorare több évre szóló szerződést írt alá a National Basketball Association (NBA) és a National Basketball Players Association (NBPA) szervezeteivel.
2022 novemberében Lionel Messi befektetőként és márkanagykövetként csatlakozott a Sorare-hoz. További befektetők közé tartozik Kylian Mbappe és Serena Williams.
2023. január 30-án a Sorare szerződést írt alá az angol Premier League-vel hivatalos Premier League-licencű NFT-k vásárlására és használatára.

## Fordítás
Ez a szócikk részben vagy egészben  a   Sorare című angol Wikipédia-szócikk ezen változatának fordításán alapul.  Az eredeti cikk szerkesztőit annak laptörténete sorolja fel. Ez a jelzés csupán a megfogalmazás eredetét és a szerzői jogokat jelzi, nem szolgál a cikkben szereplő információk forrásmegjelöléseként.